# Dmitri Wladimirowitsch Orlow
Dmitri Wladimirowitsch Orlow (russisch Дмитрий Владимирович Орлов; englische Transkription: Dmitri Vladimirovich Orlov; * 23. Juli 1991 in Nowokusnezk, Russische SFSR) ist ein russischer Eishockeyspieler, der seit Juli 2025 bei den San Jose Sharks in der National Hockey League (NHL) unter Vertrag steht. Zuvor verbrachte der Verteidiger über zehn Jahre bei den Washington Capitals, mit denen er in den Playoffs 2018 den Stanley Cup gewann, und spielte kurzzeitig für die Boston Bruins sowie zwei Jahre für die Carolina Hurricanes. Mit der russischen Nationalmannschaft errang Orlow die Goldmedaille bei der Weltmeisterschaft 2014.

## Karriere

### Jugend
Dmitri Orlow begann seine Karriere als Eishockeyspieler in seiner Heimatstadt bei Metallurg Nowokusnezk, für dessen Profimannschaft er im Laufe der Saison 2007/08 im Alter von 16 Jahren sein Debüt in der Superliga gab. In seiner Premierenspielzeit blieb er in sechs Spielen punkt- und straflos. In der Saison 2008/09 war er noch überwiegend für Metallurgs zweite Mannschaft in der drittklassigen Perwaja Liga aktiv und bestritt für dessen Profiteam insgesamt 16 Spiele in der neu gegründeten Kontinentalen Hockey-Liga. Dennoch wurden ausländische Talentspäher früh auf den Verteidiger aufmerksam und die Washington Capitals wählten ihn im NHL Entry Draft 2009 in der zweiten Runde als insgesamt 55. Spieler aus.
In der Saison 2009/10 blieb Orlow in seiner russischen Heimat und erspielte sich einen Stammplatz im KHL-Team von Metallurg Nowokusnezk, für das er in 41 Spielen sieben Scorerpunkte, davon vier Tore, erzielte. Darüber hinaus bewies er für Metallurgs Juniorenmannschaft in der multinationalen Nachwuchsliga Molodjoschnaja Chokkeinaja Liga seine Torgefährlichkeit, als ihm in 24 Spielen 32 Scorerpunkte, davon 16 Tore, gelangen. In der Saison 2010/11 konnte sich der Junioren-Nationalspieler erneut in der KHL steigern und bereits zur Saisonmitte seinen Punkterekord gegenüber dem Vorjahr einstellen. Im Februar 2011 wurde Orlow für ein Try-Out von den Hershey Bears aus der American Hockey League verpflichtet.

### NHL

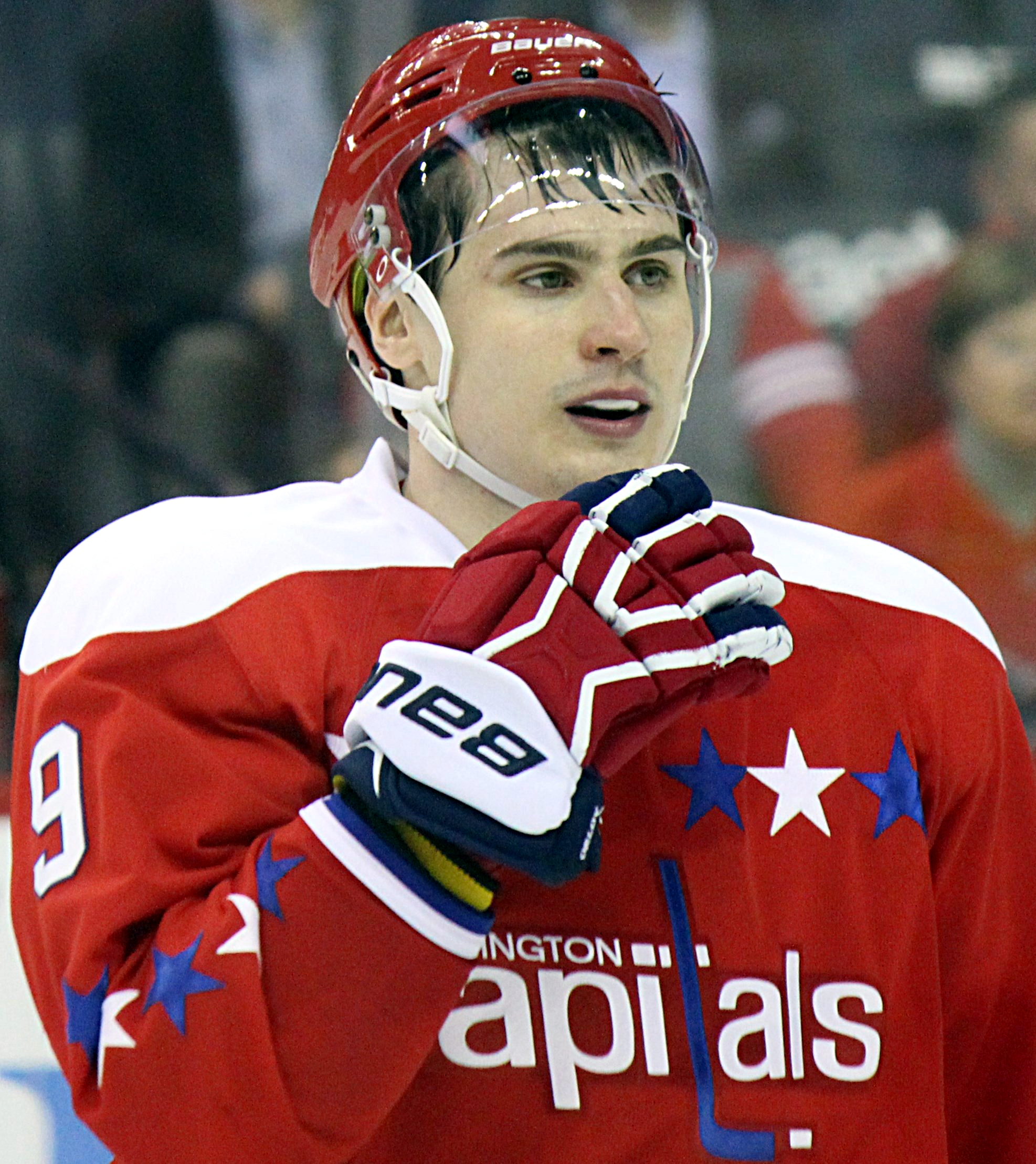
Orlow im Trikot der Capitals (2016)

In den folgenden Spielzeiten konnte sich Orlow im NHL-Aufgebot der Capitals etablieren, brach sich allerdings bei der WM 2014 das linke Handgelenk, wobei sich die Heilung nach überstandener Operation verzögerte und er in der Saison 2014/15 nur in drei AHL-Spielen zum Einsatz kam. Im Juni 2017 unterzeichnete der Verteidiger einen neuen Sechsjahresvertrag in Washington, der ihm ein durchschnittliches Jahresgehalt von 5,1 Millionen US-Dollar einbringen soll. Im folgenden Jahr gelang ihm mit den Capitals der erste Stanley-Cup-Gewinn der Franchise-Geschichte.
Nach über elf Jahren in Washington wurde Orlow im Februar 2023 im Rahmen eines größeren Tauschgeschäfts samt Garnet Hathaway zu den Boston Bruins transferiert. Die Capitals übernahmen dabei weiterhin die Hälfte seines Gehalt und erhielten im Gegenzug Craig Smith, ein Erstrunden-Wahlrecht für den NHL Entry Draft 2023, ein Zweitrunden-Wahlrecht für den NHL Entry Draft 2025 sowie ein Drittrunden-Wahlrecht für den NHL Entry Draft 2024. Um zusätzliches Gehalt gegenüber dem Salary Cap einzusparen, wurde er jedoch zuvor kurzzeitig zu den Minnesota Wild transferiert, die erneut die Hälfte (effektiv also 25 %) seines Salärs übernahmen und dafür ein Fünftrunden-Wahlrecht im NHL Entry Draft 2023 von Boston erhielten. Darüber hinaus erhielten die Bruins, die somit nur 25 % des Gehalts selbst tragen müssen, die Rechte an Andrei Swetlakow von Minnesota. Orlow verließ die Capitals somit nach 686 Einsätzen, wobei zu diesem Zeitpunkt mit Rod Langway, John Carlson und Calle Johansson nur drei Abwehrspieler mehr Spiele für das Team aus der Hauptstadt absolviert hatten.
In Boston beendete Orlow die Saison 2022/23, erhielt jedoch keinen weiterführenden Vertrag, sodass er sich im Juli 2023 als Free Agent den Carolina Hurricanes anschloss. Dort unterzeichnete er ein neues, auf zwei Jahre befristetes Arbeitspapier mit einem durchschnittlichen Jahresgehalt von 7,75 Millionen US-Dollar. Im Juli 2025 unterzeichnete er, erneut als Free Agent, einen Zweijahresvertrag bei den San Jose Sharks mit einem Gesamtvolumen von 13 Millionen US-Dollar.

### International
Für Russland nahm Orlow an den U18-Junioren-Weltmeisterschaften 2008 und 2009 sowie den U20-Junioren-Weltmeisterschaften 2010 und 2011 teil. Bei seinen beiden Teilnahmen an der U18-Junioren-Weltmeisterschaft belegte er mit seiner Mannschaft jeweils den zweiten Platz. 2009 wurde er zudem zu einem der drei besten russischen Spieler des Turniers gewählt. Bei seiner zweiten U20-Junioren-Weltmeisterschaft gelang ihm 2011 mit Russland der Gewinn der Goldmedaille. Bei der WM, bei der er einer der beiden Assistenzkapitäne in seinem Team war, trug er mit einem Tor und acht Vorlagen zum Titelgewinn bei. Damit war er der beste Vorlagengeber aller Verteidiger im Turnier, wofür er mit der Wahl in das All-Star Team belohnt wurde.
2014 war er Teil des Teams, das bei der Weltmeisterschaft die Goldmedaille gewann. Orlow fiel allerdings bereits im zweiten Vorrunden-Spiel verletzt aus. Bei der WM 2016 stand er erneut im russischen Aufgebot und gewann dabei mit dem Team die Bronzemedaille, ehe er sein Heimatland wenig später auch beim World Cup of Hockey 2016 vertrat. Bei den Weltmeisterschaften 2017 und 2019 folgten zwei weitere Bronzemedaille.

## Erfolge und Auszeichnungen
- 2018 Stanley-Cup-Gewinn mit den Washington Capitals

### International
| - 2008 Silbermedaille bei der U18-Junioren-Weltmeisterschaft - 2009 Silbermedaille bei der U18-Junioren-Weltmeisterschaft - 2011 Goldmedaille bei der U20-Junioren-Weltmeisterschaft - 2011 All-Star-Team der U20-Junioren-Weltmeisterschaft | - 2014 Goldmedaille bei der Weltmeisterschaft - 2016 Bronzemedaille bei der Weltmeisterschaft - 2017 Bronzemedaille bei der Weltmeisterschaft - 2019 Bronzemedaille bei der Weltmeisterschaft |

## Karrierestatistik
Stand: Ende der Saison 2024/25

### International
Vertrat Russland bei:
| - World U-17 Hockey Challenge 2008 - U18-Junioren-Weltmeisterschaft 2008 - U18-Junioren-Weltmeisterschaft 2009 - U20-Junioren-Weltmeisterschaft 2010 - U20-Junioren-Weltmeisterschaft 2011 - Weltmeisterschaft 2014 | - Weltmeisterschaft 2016 - World Cup of Hockey 2016 - Weltmeisterschaft 2017 - Weltmeisterschaft 2019 - Weltmeisterschaft 2021 |

(Legende zur Spielerstatistik: Sp oder GP = absolvierte Spiele; T oder G = erzielte Tore; V oder A = erzielte Assists; Pkt oder Pts = erzielte Scorerpunkte; SM oder PIM = erhaltene Strafminuten; +/− = Plus/Minus-Bilanz; PP = erzielte Überzahltore; SH = erzielte Unterzahltore; GW = erzielte Siegtore; 1 Play-downs/Relegation; Kursiv: Statistik nicht vollständig)